# The Final Album
Albums de Modern Talking
Universe
(2003)
Singles
The Final Album est le 13e et dernier album du groupe allemand Modern Talking sorti le 5 août 2003. Celui-ci est une compilation de tous leurs singles entre 1984 et 2003.

## Pistes
1. You're My Heart, You're My Soul - 03:15
2. You Can Win If You Want - 03:46
3. Cheri Cheri Lady - 03:45
4. Brother Louie - 03:41
5. Atlantis Is Calling (S.O.S. for Love) - 03:48
6. Geronimo's Cadillac - 03:16
7. Give Me Peace on Earth - 04:12
8. Jet Airliner - 04:21
9. In 100 Years (L.O.V.E.) - 03:57
10. You're My Heart, You're My Soul '98 - 03:49
11. Brother Louie '98 - 03:35
12. You Are Not Alone (Video Version) - 03:23
13. Sexy Sexy Lover (Vocal Version) - 03:33
14. China in Her Eyes (Video Version) - 03:09
15. Don't Take Away My Heart (New Vocal Version) - 03:54
16. Win the Race (Radio Edit) - 03:35
17. Last Exit to Brooklyn - 03:16
18. Ready for the Victory (Radio Version) - 03:31
19. Juliet - 03:37
20. TV Makes the Superstar - 03:44